# Валенсия, Сталин
Сталин Эва́ндер Вале́нсия Корте́с (исп. Stalin Evander Valencia Cortéz; 10 октября 2003, Эсмеральдас) — эквадорский футболист, защитник мексиканского клуба «Пумас Табаско».

## Биография

### Клубная карьера
Дебютировал на профессиональном уровне в составе «ЛДУ Кито», единственный матч за который сыграл 21 декабря 2020 года в матче чемпионата Эквадора против «Текнико Университарио», появившись на замену на 60-й минуте. Летом 2022 года перешёл в мексиканский клуб «Пумас Табаско», фарм-клуб «УНАМ Пумас».

### Карьера в сборной
В составе сборной Эквадора до 20 лет принимал участие в молодёжном чемпионате мира 2023, где сыграл в одном матче группового этапа и матче 1/8 финала против Южной Кореи (2:3).